# Shigeyoshi Kasahara
Pour les articles homonymes, voir Kasahara.
Shigeyosi Kasahara (笠原成元, Kasahara Shigeyoshi),  né en 1936, est un entraîneur japonais de basket-ball.